# Nicola Lagatao
Nicola Velasco Lagatao, född 10 november 1991, är en guamansk tyngdlyftare.

## Karriär
Lagatao tog guld i 45 kg-klassen vid mini-stillahavsspelen 2022 i Saipan som även fungerade som det oceaniska mästerskapet det året. Vid stillahavsspelen 2023 i Honiara tog hon återigen guld i 45 kg-klassen, vilket detta år även fungerade som det oceaniska mästerskapet. Vid båda åren tog hon samtliga guld i ryck, stöt och totalen.
Lagatao representerade Guam vid olympiska sommarspelen 2024 i Paris, där hon slutade på 11:e plats i 49 kg-klassen. Hon lyfte totalt 136 kg, varav 59 kg i ryck och 77 kg i stöt.